# 木下まこ
木下 まこ（きのした まこ、1980年3月3日 - ）は日本の元AV女優。

## 略歴
東京都出身。1999年、『sweet impact』でAVデビュー。

## 人物
- 趣味:ボディーボード[3]。
- 特技:バスケ、料理[3]。
- 性格:明るくひとなつこい[1]。

## 出演作品

### アダルトビデオ
1999年
- sweet impact（2月26日、アリスJAPAN（ジャパンホームビデオ））＊デビュー作
- 女神の巨乳 広菜れい・メイファ・木下まこ・坂巻リオナ 他 全7名（3月6日、メディアバンク）
- 女豹のささやき（3月20日、アトラス21）
- 発情ホルモン（4月23日、アリスJAPAN）
- 悩殺PARANOIA（5月15日、アトラス21）
- Body Shop（6月20日、アトラス21 9A-063）VHS
- 汚されたヒロイン（8月15日、アトラス21）
- 欲情ボディー（9月20日、サクセス・ビデオ・コミュニティー）
- 乳辱エロス（10月9日、アトラス21）
- 美乳 Selection 眩しすぎるヴィーナス達 可愛あずさ・草凪純・木下まこ 他 全9名（11月30日、アトラス21）
- 巨乳手コキ 我慢極限淫乱痴女責め地獄 2 寺島小春・木下まこ（麒麟堂）

2000年
- 淫虐レイプ 狙われた巨乳秘書（1月2日、アトラス21）
- 放課後美少女かたろぐ 20（5月1日、アイデアポケット）
- 「痴」女優 16（5月3日、ワープエンタテインメント）
- Body Shop 鈴木麻奈美・百瀬あかね・木下まこ・可愛あずさ 他（6月6日、アトラス21 AVD-30）DVD
- 女警備員レイプ強姦(秘)警備（6月7日、アタッカーズ）
- ドリームシャワー 21（6月9日(VHS) / 2002年3月20日(DVD)、ワープエンタテインメント）
- 口唇美人 2 官能淫らな舌使い（6月28日、メディアバンク）全16名
- C-EMERGENCY（7月15日、ムーディーズ）
- BIG BUST CLUB　可愛あずさ・加納瑞穂・高野らん・木下まこ 他 全12名（8月18日、アトラス21 AVD-034）
- 巨乳伝説 木下まこ・渚友紀・小山美由紀・いとうしいな 他（8月31日、メディアバンク）
- 家庭教師生徒狩り 木下マコ 23歳（11月8日、アート ギャング）
- 乱射（12月1日、MOODYZ）
- POLICE セクシーポリスコレクション 綾見志穂・一ノ瀬茜・三田友穂・木下まこ 他 全8名（12月1日、MOODYZ）

2001年
- 清水大敬の説教罵倒レイプ AVギャルからバラドルへ!!（3月1日(VHS) / 2002年10月15日(DVD)、MOODYZ）
- AVギャルからバラドルへ!! 木下まこ・立花ひとみ・稲葉明日香・五十嵐亜紀 他（3月1日、ムーディーズ）VHS
- AV虎の穴 AV女優の作り方（5月21日、ワンズファクトリー）
- 痴女ってア・ゲ・ル（5月21日、? AQGT-1）
- Body Shop（5月25日、アトラス21 RDVA-014）DVD再販 他出演:鈴木麻奈美、百瀬あかね、可愛あずさ
- Bodycon Angels 綾見志穂・黒崎彩・木下まこ 他 全9名（6月1日、MOODYZ）
- 若妻の匂い 32（7月12日、光夜蝶）
- アイドルへの道標 岡崎美女・三浦あいか・河合もも・木下まこ 他 全9名（8月2日、ジーオーティー）
- 手でイカせてあげる 18 木下まこ・寺島小春（10月5日、麒麟堂）
- 貴方のスペルマ飲んであげる（11月1日、帝国映像）
- GORGEOUS フェロボディー Nice Body & Sex collection 木下まこ・桃香・松田瞳（11月28日、ホットエンターテイメント）
- 色情OL 上司との関係 麻宮淳子・南あみ・木下まこ・くらもとまい 他 全9名（12月6日、ジーオーティー）
- 注射違反取締り中 岡崎美女・上原舞・有賀美穂・木下まこ 他 全9名（12月6日、ジーオーティー）
- Sex Paradise 〜アナタにおぼれたい〜 秋本優奈・木下まこ・野原なつみ 他 全6名（12月6日、ジーオーティー）
- デカプリン（12月27日、ホットエンターテイメント）他出演:桃香

2002年
- 渋谷系美少女倶楽部 芳深かずな・木下まこ・氷咲沙弥 他多数出演（1月23日、ゼロコーポレーション）
- 巨乳遊 BOINGO 美鈴里乃・木下まこ・眞城麗美 他 全5名（1月23日、ゼロコーポレーション）
- The おっぱいQUEEN Part.3 神谷麗子・木下まこ 他（2月1日、隼エージェンシー）
- 蜜時の戯れ 一ノ瀬茜・夕樹舞子・河合もも・木下まこ 他（2月1日、ジーオーティー）
- Vib-Shock〜虜になった女達〜 流星ラム 三田友穂 木下まこ 愛田るか ほか（2月14日、ジーオーティー KDD-020）全8名
- 抜きたがる女たち 4人の痴女 宏岡みらい・木下まこ・長崎美沙・眞城麗美（3月6日、ロビンソン）
- THE BEST BUST×BUST×BUST 完全巨乳限定 井上千尋・浅倉みるく・上原奈々・聖さやか・木下まこ 他 全15名（3月20日、ワープエンタテインメント）
- SUPER HITS VOL.1 巨乳女優編 	二岡ちなみ・大野しえ・望月ねね・斉藤つかさ・木下まこ 他 全8名（3月26日、隼エージェンシー）
- 堕天使の誘惑 岡崎美女・夕樹舞子・吉田あゆみ・三浦あいか・木下まこ 他（4月11日、キング デマンド デリ DDD-026）全10名
- THE BEST 濃縮ザーメン淫舌発射 REMIX 北川弓香・木下まこ・光月夜也・菊川真由 他 全19名（4月17日、ワープエンタテインメント）
- フェラエクスタシー（5月1日、CNC）
- 桃乳娘。 一ノ瀬茜・三田友穂・森村ハニー・木下まこ 他（5月1日、ジーオーティー）
- AV虎の穴DX 2（5月28日、ワンズファクトリー）他出演:泉星香、南風れもん、茅ヶ崎祐、堤さやか
- Fetish Lesbian 3 木下まこ・寺島小春・五十嵐ゆうか・泉星香（6月4日、ドリームクリエイト）
- 巨乳ジャンキー 西原みく・横山奈津子・木下まこ 他 全6名（8月22日、北都）
- Star Doubles 02 木下まこ・聖さやか（7月17日、ワープエンタテインメント）
- Venery Three 南星良・木下まこ（8月23日、デジタルコニュニケーションズ）
- Enamel 愛田るか・森川涼・真田美伽・木下まこ 他（9月10日、ジーオーティー）
- ザザーメン 雪野あいか・岡田純菜・木下まこ（9月24日、シーエヌシー）
- AVギャルからバラドルへ!! 木下まこ・立花ひとみ・稲葉明日香・五十嵐亜紀 他（10月15日、ムーディーズ）DVD
- ザーメン・スペルマPARADISE 3（10月22日、北都）他出演:瑞江あい

2003年
- ゴージャスエロボディ4時間 松田瞳・木下まこ・進藤なな 他（1月25日、サイドビー制作室）
- 中出しの帝王 市原記念 2003 多数出演 全78名（3月15日、桃太郎映像出版）
- 女社長丹羽ひとみが選ぶお気に入り作品（4月15日、MOODYZ）他多数出演
- いたずら生人形 木下まこ・片瀬ゆう（5月19日、みけねこ）
- 株式会社セクハラオフィス 光月夜也・藤森加奈子・柏木りかこ・木下まこ 他（5月21日、ワープエンタテインメント）
- THE BEST びちょびちょ濡れ娘とぐちょぐちょ汚れ雌 及川奈央・川村智花・高宮りこ・木下まこ 他 全12名（5月21日、ワープエンタテインメント）
- BUST SHOOT 三月あん・木下まこ・水野あい 他 全7名（8月26日VHS 9月24日DVD、麒麟堂）
- 死夜悪アンソロジー 4 雨宮螢・岡田純菜・三浦あいか・木下まこ 他多数出演（9月8日、アタッカーズ）
- ずぶ濡れ秘書室（10月31日、アトラス21）他出演:伊藤きらら、奥村とも美、綾瀬ルリ
- 高級美・巨乳倶楽部 春菜まい・野原りん・及川奈央・朝河蘭・木下まこ 他 全13名（12月20日、トランスコーポレーション）
- 激舌妖技 踊る舌先 木下まこ 上原いづみ（12月22日、帝國映像）

2004年
- 巨乳自慢プレミアム 木下まこ・菜倉歩美・葉月麗・八木原まゆ 他 全22名（5月13日、ジーオーティー）

2005年
- 中出し全集 第壱巻 木下まこ･水野海花･篠原和泉（8月1日、桃太郎映像出版）

2006年
- 24時間ザーメン～食事・オナニー・SEX～ 三井ユリ・佐伯祐里・夏川亜弓・吉川ありさ・木下まこ 他（4月25日、大量精子）
- AV熟女アイドルファン（11月17日、メディアアーツ）他出演:川奈まり子、愛田るか、坂口かな、杉本まりえ、眞城麗美、宏岡みらい、長崎美沙

2007年
- Body Shop SPECIAL ボディパーツを徹底恥辱! 百瀬あかね・木下まこ・鈴木麻奈美（3月13日、NEO ATLAS UQUV-46）DVD
- 美乳美女4時間 有賀美穂・可愛あずさ・広菜れい・木下まこ 他 全12名（12月19日、A-BOX）

2008年
- 100%まるごと熟女4時間（1月24日、HYPER240）他25名出演
- 実録 露出狂女 倉田弥生・木下まこ・松島はるか 他 全5名（2月1日、みけねこ）
- 106人でパイズリ100連発!! 4時間（4月5日、ワープエンタテインメント）他多数出演
- 10年まるごと特別総集編 痴女優 4時間（4月5日、ワープエンタテインメント）他多数出演

2009年以降
- あのアイドルたちが丸見え!!衝撃の8時間 北川絵美・そあら・双葉このみ・百瀬あかね・木下まこ 他 全12名（2009年4月7日、北都）
- 最新地下インターネットマガジン Vol．4 白石ひとみ・桜咲れん・上原絵里香・木下まこ 他（2015年11月30日、ダイヤモンド映像）

発売年不明
- 中出し 第弐章（桃太郎映像出版 ND-06）VHS
- 爆乳（チャンネルV OPP-04）VHS
- 勝手にしやがれ（チャンネルV ks-008）VHS
- 乳遊（ゼロコーポレーション NYU-05）VHS
- 変身!!手コキ先生（Freak Ticket FTK-02）VHS
- 露出体験全裸開放 DX 木下まこ・吉井あやか・平井千里・桃井なつみ 他（ゼロコーポレーション MAV-33）VHS
- 乳女 まこの胸で抜きませんか?（隼エージェンシー NJ-02）VHS
- 毎日がハメ曜日（サイドセブン SSV-01）VHS
- Private Date 木下まこと一泊2日（アクアウェイブ NAQ-02）VHS
- 痴女部長（EXPO EXP-02）VHS
- プライベートセックス（Urban Trading PVS-06）VHS
- 貴方におまかせ（AQUA DAQA-19）DVD 他出演:みさき理絵、水嶋彩
- 爆乳プリンセス（AQUA DAQA-28）DVD 他出演:三田友穂、美輪はるな
- 爆乳問題 2 遠山あゆ・木下まこ・秋本ゆうな 他（Vゾーン MLK-006）DVD
- 秘境不倫温泉宿 水嶋彩・木下まこ（King Bee KBE-142D）DVD

## 出版

### 雑誌
- Bejean 1999年5月号（英知出版）
- D cup 1999年5月号（蒼竜社）
- GOKUH 1999年7月号（バウハウス）
- Action HIGH School 1999年8月号（桃園書房）
- ベストビデオ 1999年5月号、8月号、9月号（三和出版）